# Heather Burns
Heather Burns (Chicago, Illinois, 7 de Abril de 1975) é uma atriz estadunidense, mais conhecida por suas participações em filmes como Miss Simpatia e séries de televisão como Twenty Good Years e One Life to Live.

## Filmografia

### Televisão
- 2013 Elementary como Chloe Butler uma Ex-viciada T02 E11
- 2006 Twenty Good Years como Stella
- 2006 Law & Order: Criminal Intent como Claire Quinn
- 2001 The $treet como Joanne Sacker
- 2000 The Beat como Beatrice Felsen
- 1999 Nearly Yours como Olivia Hammersmith
- 1998 Law & Order como Lana Madison
- 1997 One Life to Live como Herrick

### Cinema
- 2011 What's Your Number? como Eileen
- 2009 Breaking Upwards como Hannah
- 2008 Ashes como Jasmine
- 2007 Watching the Detectives como Denise
- 2006 The Groomsmen como Jules
- 2006 Kill the Poor como Scarlet
- 2005 Brooklyn Lobster como Kerry Miller
- 2005 Bewitched como Nina
- 2005 Miss Congeniality 2 como Cheryl Frasier
- 2005 Perception como Ramona
- 2002 Two Weeks Notice como Meryl Brooks
- 2000 Miss Congeniality como Cheryl Frasier
- 2000 You Are Here como Lydia
- 1998 You've Got Mail como Christina Plutzker
- 1998 Number One como Lily